# Купфер, Гарри
Гарри Купфер (нем. Harry Alfred Robert Kupfer; 12 августа 1935 Берлин — 30 декабря 2019, там же) — немецкий оперный режиссёр и педагог.

## Биография
Родился в Берлине. Окончил Высшую школу театрального искусства в Лейпциге. Дебютировал как режиссёр в 1958 году постановкой «Русалки» Дворжака в Галле. В 1960-х годах работал в различных театрах ГДР. В 1972—1981 годах был художественным руководителем Дрезденской оперы. В 1981—2002 годах возглавлял берлинский «Комише опер» (будучи учеником основателя театра Вальтера Фельзенштейна). В этом театре среди прочего в 1988 году поставил «Орфея и Эвридику» К. В. Глюка с контратенором Йохеном Ковальски в партии Орфея. Спектакль был удостоен Премии Лоренса Оливье и перенесён на сцену «Ковент-Гардена».
Одновременно активно работал на других оперных площадках Германии (в Гамбурге, Кёльне, Мюнхене) и Европы, в частности постоянно сотрудничал с дирижёром Даниэлем Баренбоймом. В 1990-х годах, в бытность последнего музыкальным директором Берлинской государственной оперы поставил на её сцене ряд опер Р. Вагнера.
Среди других работ можно выделить две постановки режиссёра в рамках Байрёйтского фестиваля — «Летучий голландец» (1978, дирижёр Д. Р. Дэвис) и «Кольцо нибелунга» (1988, дирижёр Д. Баренбойм).
Режиссёр мировых премьер опер «Белые ночи» Ю. М. Буцко (1973, Дрезденская опера), «Черная маска» К. Пендерецкого (1986, Зальцбургский фестиваль, также участвовал в создании либретто), «Дом Бернарды Альбы» А. Раймана (2000, Баварская государственная опера) и др.
Также известен как педагог: с 1977 года преподавал в дрезденской Высшей музыкальной школе, а с 1981 года — в Берлинской высшей школе музыки им. Х. Эйслера.

## Оценка творчества
«Купфер — парадоксальный художник. Острый ум и интуиция, очевидный „пластический“ режиссерский талант сочетаются в нем с „упертой“ приверженностью к маниакальной актуализации (подкрепляемой чисто немецкой основательной осязаемостью), а также к „двучленной“ идее „власть-творец через насилие“. Ряд критиков характеризуют стилистику его работ как „расколотый мир“» (Е. С. Цодоков).